# شبلک
شبلک یک روستا در ایران است که در دهستان چهارگنبد واقع شده‌است. شبلک ۳۹ نفر جمعیت دارد.